# Yokosuka R2Y
Die Yokosuka R2Y „Keiun“ (jap. 景雲 – schöne Wolke) war ein Aufklärungsflugzeug aus der Zeit des Zweiten Weltkriegs, das über das Prototypenstadium nicht hinauskam.

## Geschichte
Schon zu Beginn des Zweiten Weltkriegs erkannte die Kaiserlich Japanische Marine den Bedarf für ein Hochgeschwindigkeits-Langstrecken-Aufklärungsflugzeug. Daraufhin begann Yokosuka mit der Entwicklung der Yokosuka R1Y1 Seiun (japanisch für Blaue Wolke, Werksbezeichnung Y-30). Die Maschine sollte als Antrieb einen 24-Zylinder-Mitsubishi-Motor mit 2500 PS erhalten, dessen Entwicklung sich jedoch so stark verzögerte, dass Yokosuka stattdessen plante, zwei Mitsubishi-Sternmotoren MK10A (Ha-42) einzusetzen. Da die Leistung des Triebwerks die Erwartungen nicht erfüllte, wurde die Entwicklung der R1Y aufgegeben.
Man wandte sich dann der R2Y (Werksbezeichnung Y-40) zu, wobei 1943 die ersten Studien erstellt wurden. Vorgesehen wurde ein in Rumpfmitte angeordnetes Aichi Ha-70-10-Triebwerk, das über eine Fernwelle einen Sechsblattpropeller antrieb. Das Ha-70-10 bestand im Wesentlichen aus zwei nebeneinander angeordneten Atsuta-30-Triebwerken mit einer Startleistung von insgesamt 2535 kW (3400 PS), die eine japanische Abwandlung des DB 601 darstellten. Damit sollte die R2Y in 10.000 m Höhe eine Höchstgeschwindigkeit von etwa 720 km/h erreichen. In ihrer konstruktiven Auslegung wurde die R2Y stark von der Heinkel He 119 beeinflusst, die nach der Einstellung der Entwicklungsarbeiten eine Exportfreigabe erhalten hatte. Japan erwarb daraufhin neben den Nachbaurechten auch die beiden Muster V7 und V8. Die Maschinen wurden in Kisten nach Japan transportiert, dort im Erprobungszentrum der japanischen Marine-Luftwaffe wieder montiert und von Flugkapitän Nitschke eingeflogen. Zu einem Nachbau kam es zwar nicht, der Einfluss ist jedoch in der Auslegung mit Mittelmotor und Fernwelle deutlich zu erkennen. Auch das Musterexemplar eines Sechsblattpropellers von VDM, das ebenfalls nach Japan geliefert worden war, kam bei der R2Y1 zum Einsatz.
Als Japan im Jahr 1944 die Schlacht um die Marianen verlor, änderten sich auch die Vorgaben für die R2Y, da die Entwicklung eines Langstreckenaufklärers nun nicht mehr als vordringlich angesehen wurde. Yokosuka sollte sämtliche Arbeiten an dem Projekt stoppen. Das Unternehmen schlug daraufhin vor, eine strahlgetriebene Version der R2Y1 als schnellen, leichten Bomber mit der Bezeichnung R2Y2 Keiun-Kai zu entwickeln. Man erreichte auch den Weiterbau der kolbenmotorgetriebenen R2Y1, indem sie als aerodynamischer Erprobungsträger für die Jetvariante deklariert wurde.
So konnte der Prototyp der R2Y1 fertiggestellt und am 27. April 1945 für Rollversuche zum Yokosuka-Marinestützpunkt überführt werden. Nach der Feststellung von extremem Bugradflattern folgte die Überstellung zum Marinestützpunkt Kisarazu, wo die Rollversuche wieder aufgenommen wurden. Hier stellte man auch Überhitzungsprobleme des Triebwerks fest, trotzdem gelang am 22. Mai (nach anderen Quellen am 7. Mai) ein kurzer Geradeausflug. Am nächsten Tag erfolgte ein vollständiger Erstflug. Beim Steigflug brach ein Feuer im Triebwerksbereich aus, was den Piloten Kitajima zum schnellen Beenden des Fluges zwang. Der angerichtete Schaden war jedoch gering und man versuchte, mit größeren Lufteinlässen das Problem zu beheben, was jedoch nicht vollständig gelang. Bei Motortestläufen am Boden wurde das Triebwerk Mitte Juni irreparabel beschädigt; ein Ersatz konnte bis zum Juli 1945 nicht geliefert werden, wonach der Prototyp bei einem amerikanischen Bombenangriff durch einen direkten Treffer vollständig zerstört wurde.
Zu dieser Zeit befand sich eine zweite R2Y1 kurz vor der Fertigstellung und die Arbeiten an der R2Y2 hatten begonnen. Für letztere Variante waren zwei Strahltriebwerke Mitsubishi Ne-330 (mit je 12,95 kN Schub) unter den Tragflächen vorgesehen. Der durch den Triebwerkswegfall freigewordene Rumpfraum sollte für einen Treibstofftank genutzt werden. Für die Bewaffnung waren schwere Maschinenkanonen und eine Bombenzuladung von 1000 kg projektiert.

## Technische Daten
| Kenngröße             | Daten (R2Y1 „Keiun“)                                                                      |
| --------------------- | ----------------------------------------------------------------------------------------- |
| Besatzung             | 2                                                                                         |
| Länge                 | 13,05 m                                                                                   |
| Spannweite            | 14,00 m                                                                                   |
| Höhe                  | 4,24 m                                                                                    |
| Flügelfläche          | 34,0 m²                                                                                   |
| Flügelstreckung       | 5,8                                                                                       |
| Leermasse             | 6.015 kg                                                                                  |
| Startmasse            | normal 8.100 kg maximal 9.400 kg                                                          |
| Triebwerk             | ein flüssigkeitsgekühlter Doppel-V-24-Zylinder-Motor Aichi Ha-70; 3.400 PS (ca. 2.500 kW) |
| errechnete Leistungen |                                                                                           |
| Höchstgeschwindigkeit | 770 km/h; 720 km/h in 10.000 m Höhe                                                       |
| Marschgeschwindigkeit | 463 km/h in 4.000 m Höhe                                                                  |
| Reichweite            | 3.610 km                                                                                  |
| Dienstgipfelhöhe      | 11.700 m                                                                                  |
| Steigrate             | 476 m/min                                                                                 |
| Flächenbelastung      | 238 kg/m²                                                                                 |
| Leistungsbelastung    | 0,31 kg/kW                                                                                |